# Мантуанська школа
Мантуанська школа — художній центр в Італії, що мав власні особливості впродовж двох століть.

## Архітектурне обличчя Мантуї

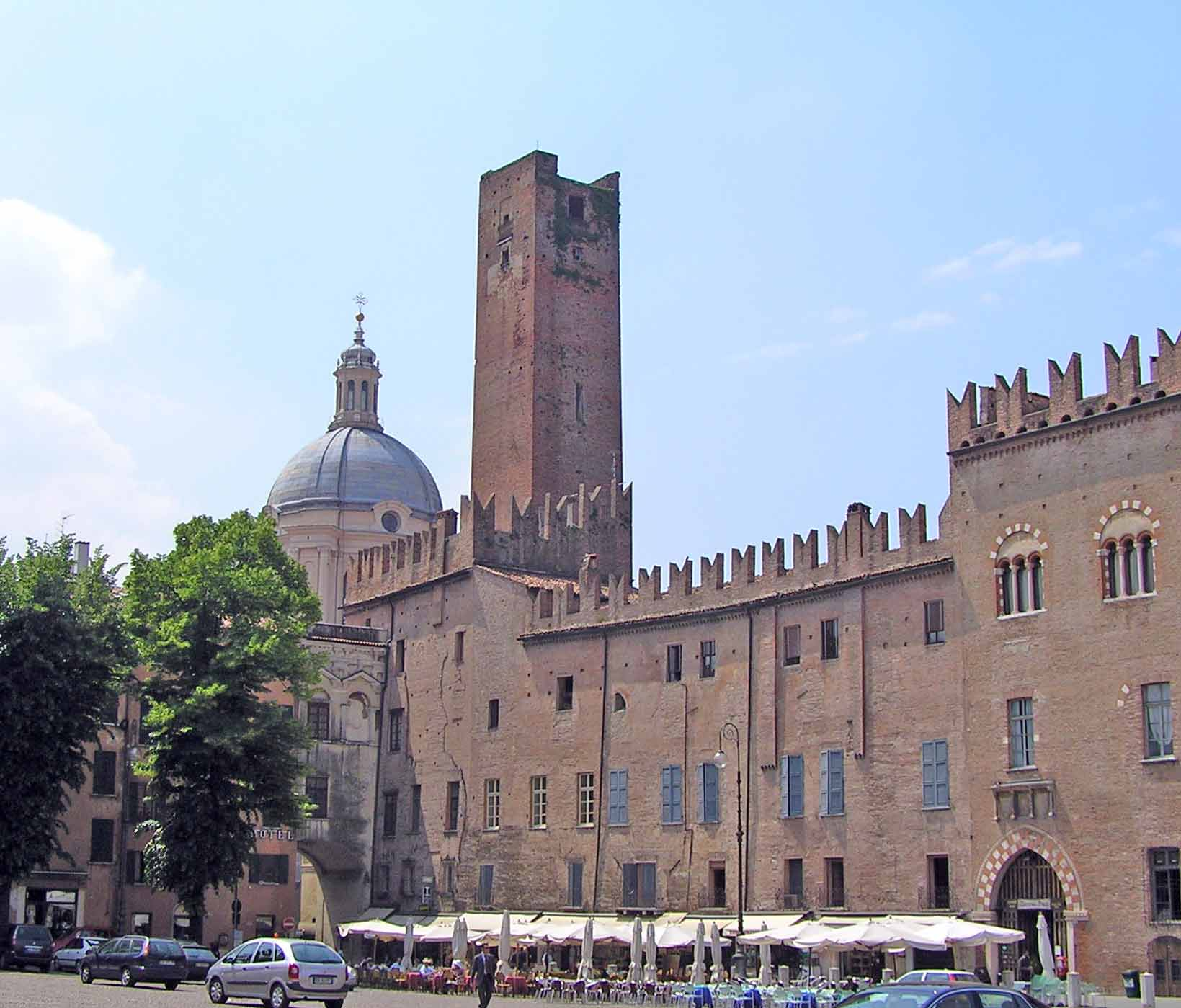
Пьяцца Сорлелло
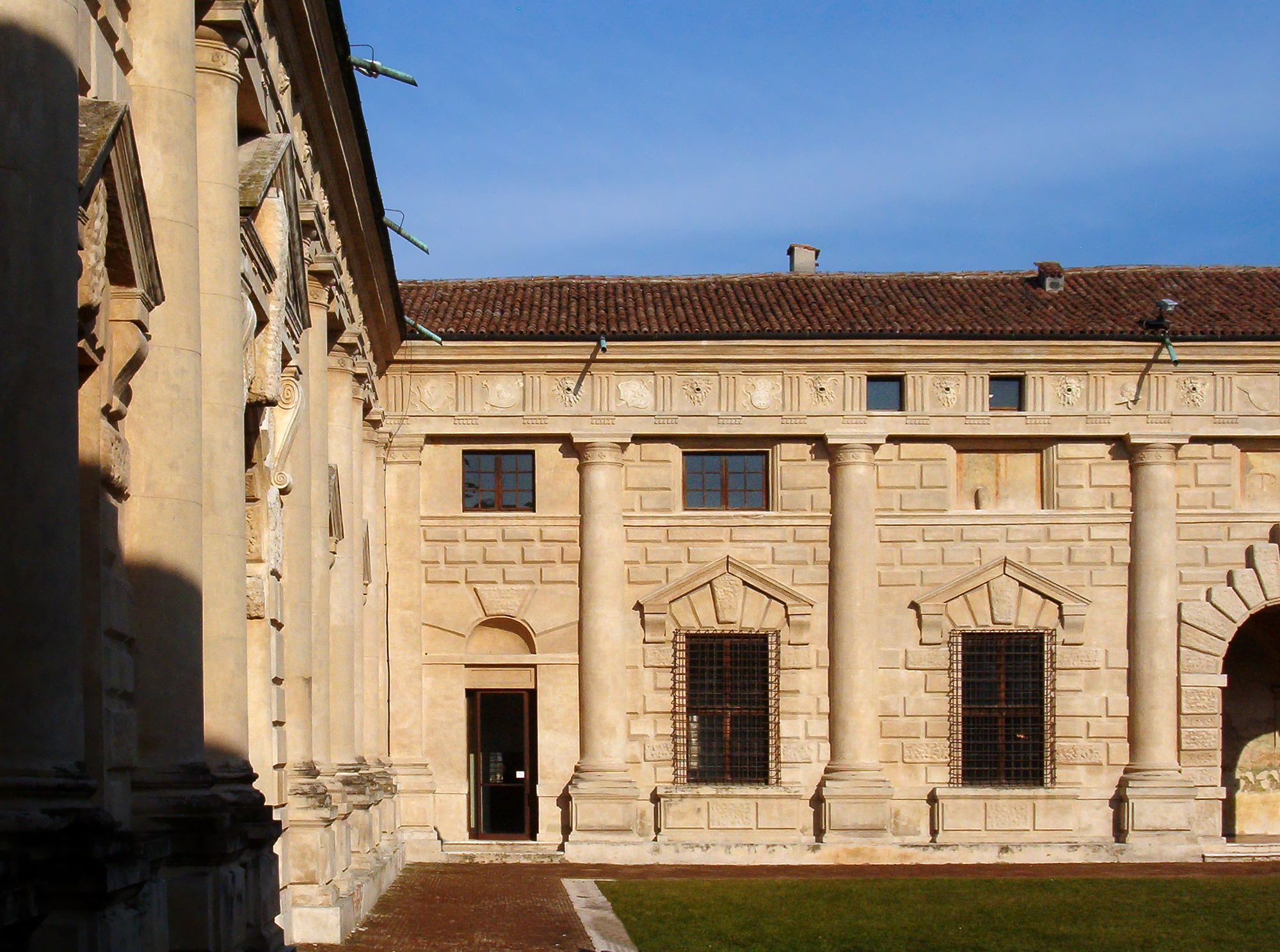
Палаццо Те, один з внутрішніх двориків
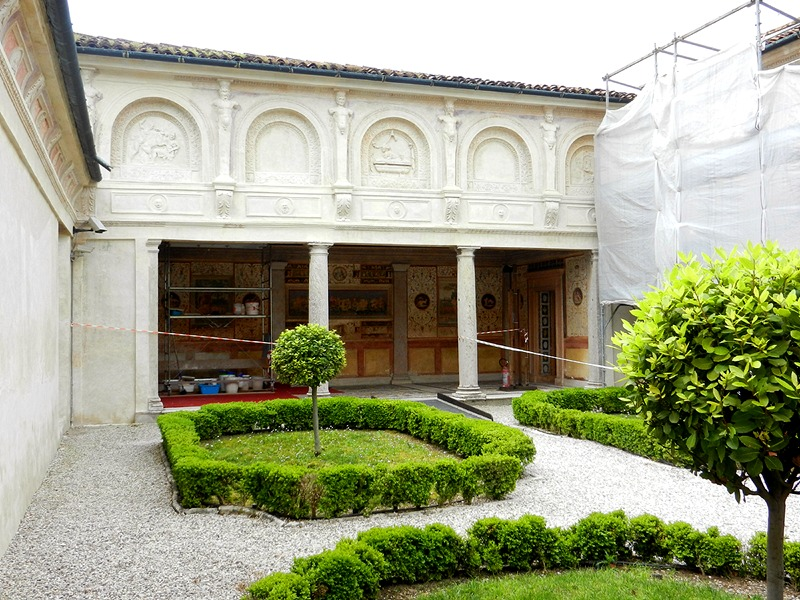
Палаццо Те, прихований сад
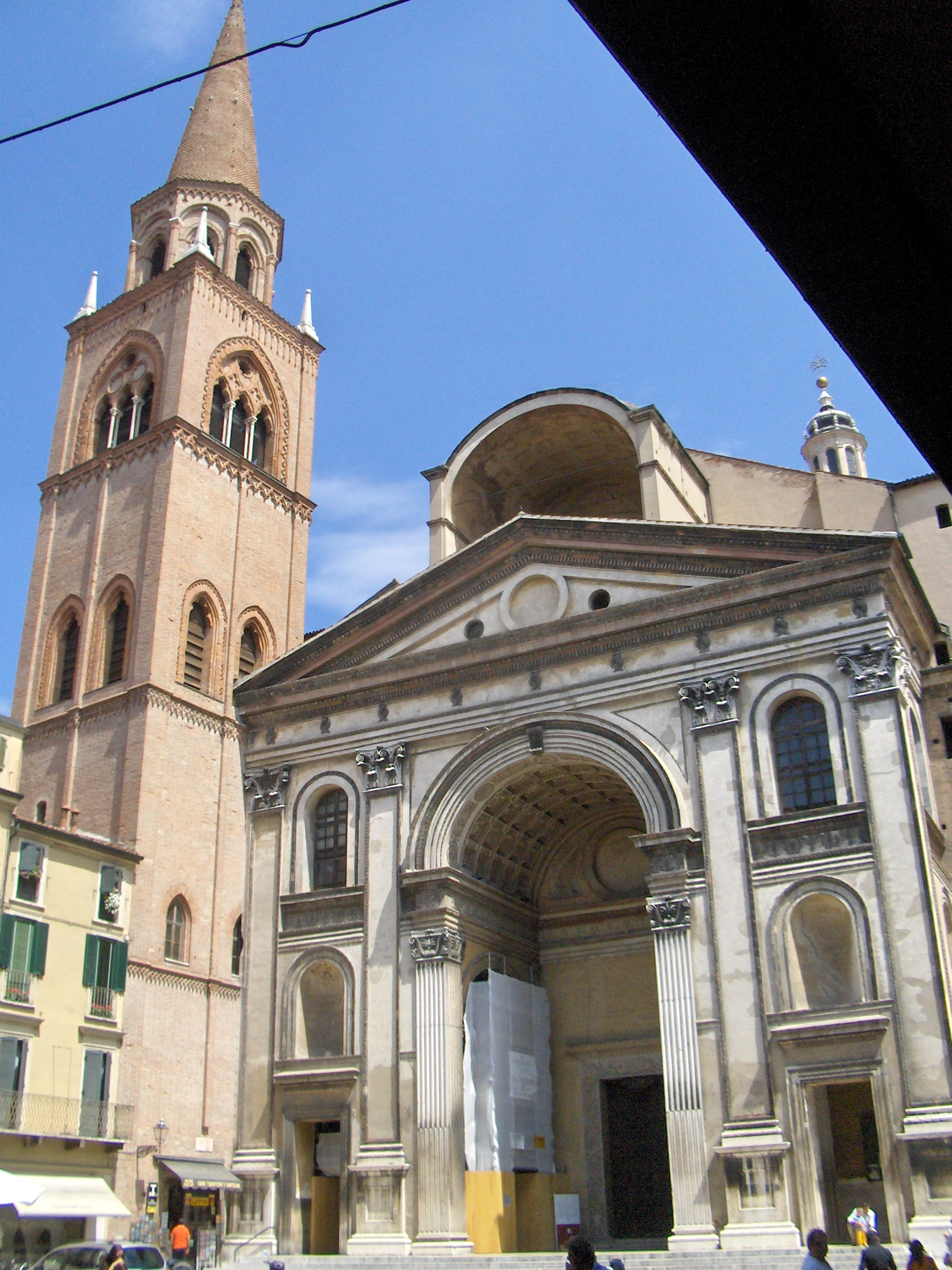
Базиліка Сант Андреа (Мантуя)
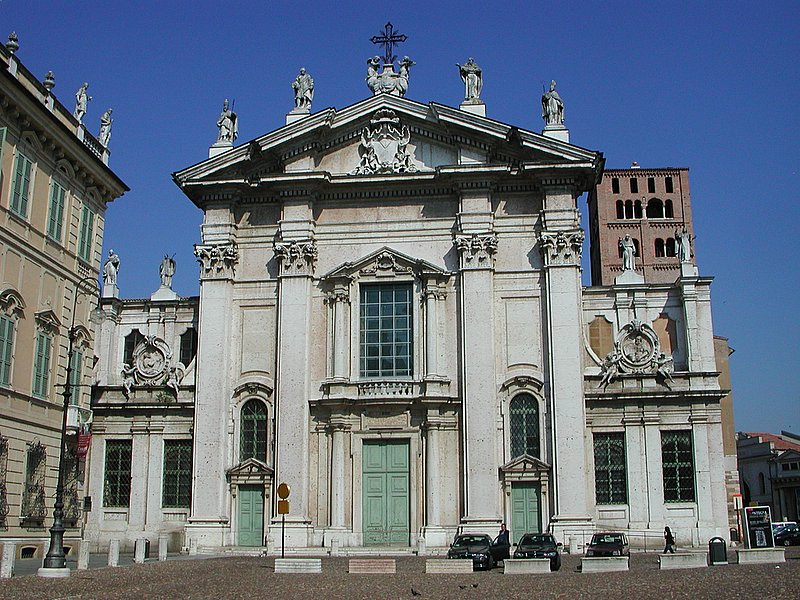
Мантуанський собор

## Характеристика Мантуанської художньої школи
Мантуанську художню школу вважають однією з найбільших в регіоні Ломбардія. В добу середньовіччя, як і в інших регіонах Ломбардії, тут панувала стилістика італійської готики. Відносно спокійні історичні події та вхід до складу Священної Римської імперії і нейтралітет князів Гонзага сприяли збереженню великої кількості архітектурних споруд Мантуї в різноманітних стилях — готика, відродження, маньєризм, бароко тощо. Особливістю було тривале покровительство князівського роду митцям, бо запрошувались на працю уславлені митці, серед котрих опинились такі авторитетні як Андреа Мантенья та два його сини, пізанський художник і медальєр Пізанелло, архітектори з Тоскани Лука Фанчеллі та Антоніо Манетті, два роки в Мантуї працював Філіппо Брунеллескі. Велетенські обдарований Джуліо Романо створив для князів Гонзага унікальний палац Дель Те з ровами, внутрішніми двориками, розкішними апартаментами, котрі вдалося зберегти на сторіччя.
В Мантуї доволі рано сформувались збройова майстерня та керамічний центр, а його майстри сприяли розвитку такого керамічного центру у Франції, як Невер.
Місцеві майстри рано опанували техніку фрески, що дозволяло відносно дешевими засобами створювати враження розкошів в князівських інтер'єрах без використання коштовних матеріалів («Баталія при Лгезерпе» Пізанелло, «Родина князів Гонзага». Фреска в Камері дельї Спозі, 1474 р. Мантуя, робота Андреа Мантеньї, фрески роботи Джуліо Романо в палаці дель Те тощо.)
Декотрий дефіцит видатних художників в Мантуї князі Гонзага компенсували запрошенням на працю художників з інших художніх центрів, а коли це не було можливим, давали їм замови. Так для Гонзага працював уславлений венецієць Тиціан. Венеційські художні знахідки і впливи роками підживлювали художню практику у Мантуї, від чого вона лише вигравала. На новому етапі від пізнього італійського бароко до рококо тут виблиснув власним талантом Джузеппе Баццані, художник і викладач в Мантуанській художній академії, а потім і її очільник.
Таким чином Мантуанська художня школа мала універсальний характер, де плідно попрацювали архітектори, керамісти, ювеліри і майстри виготовлення парадної зброї, фрескісти і майстри декоративного живопису, художники-станковісти.

## Митці в добу кватроченто (15 ст.)
- Андреа Мантенья (1431—1506)
- Лодовіко Мантенья (1460—1510)
- Лоренцо Коста (1460—1535)
- Франческо Мантенья (1470—1517)
- Джованні Франческо Каротто (1480—1555)
- Джироламо Бонсіньйорі (1472—1529)
- Рінальдо Яковетті або Рінальдо да Кальві (1475—1528)

## Митці 16 століття
- Джуліо Романо (бл. 1492—1546)
- Франческо Приматіччо (1504—1570)
- Джорджо Гізі (1520—1582)
- Фермо Гізоні да Караваджо (1505—1575)
- Теодоро Гізі (1536—1601)
- Іпполіто Андреазі (1548—1608)

## Митці 17— 18 ст
- Джузеппе Баццані (1690? — 1769)

## Обрані твори (галерея)

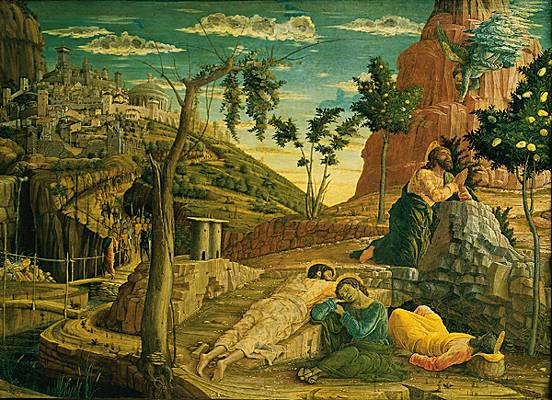
Андреа Мантенья. «Моління про чашу» (Христос в саду олив)

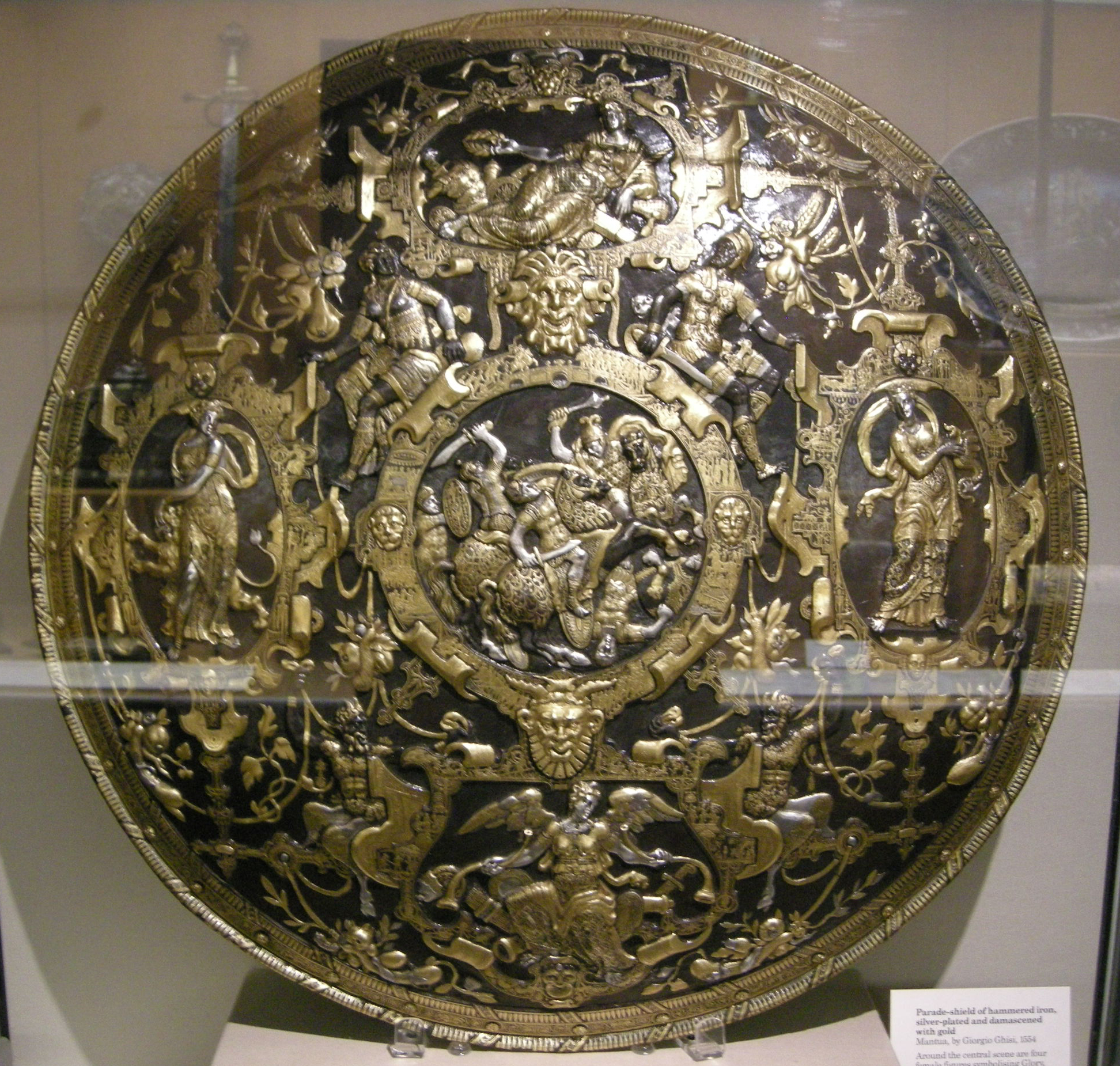
Джорджо Гізі, парадний щит, Мантуя. 1554 р.

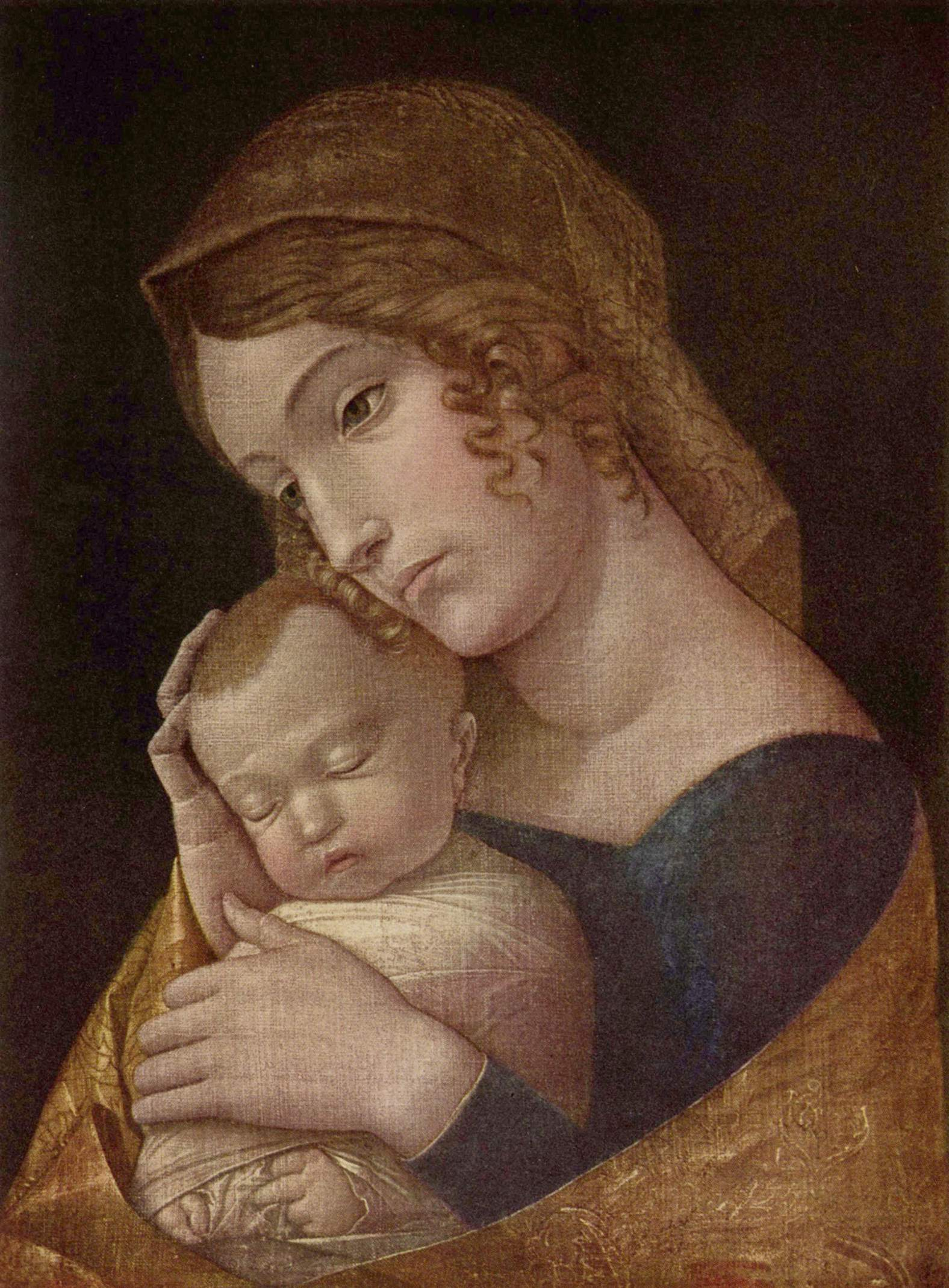
Андреа Мантенья. «Мадонна з немовлям», 1454 р.
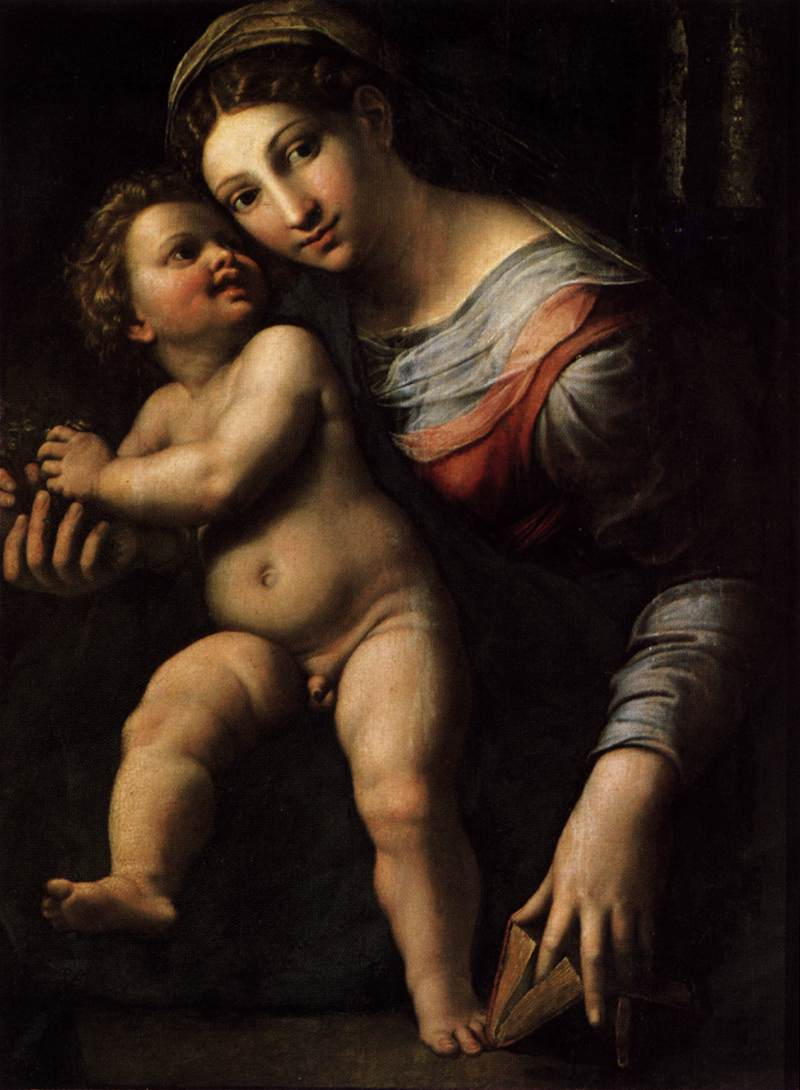
Джуліо Романо. «Мадонна з немовлям». 1520-ті рр.
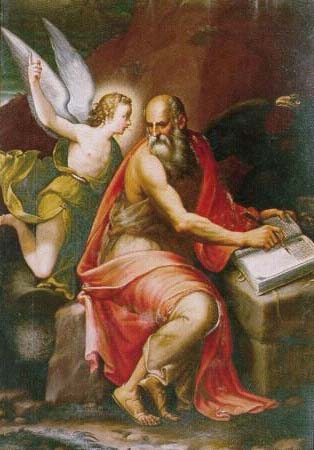
Фермо Гізоні да Караваджо. «Іван Євангеліст»
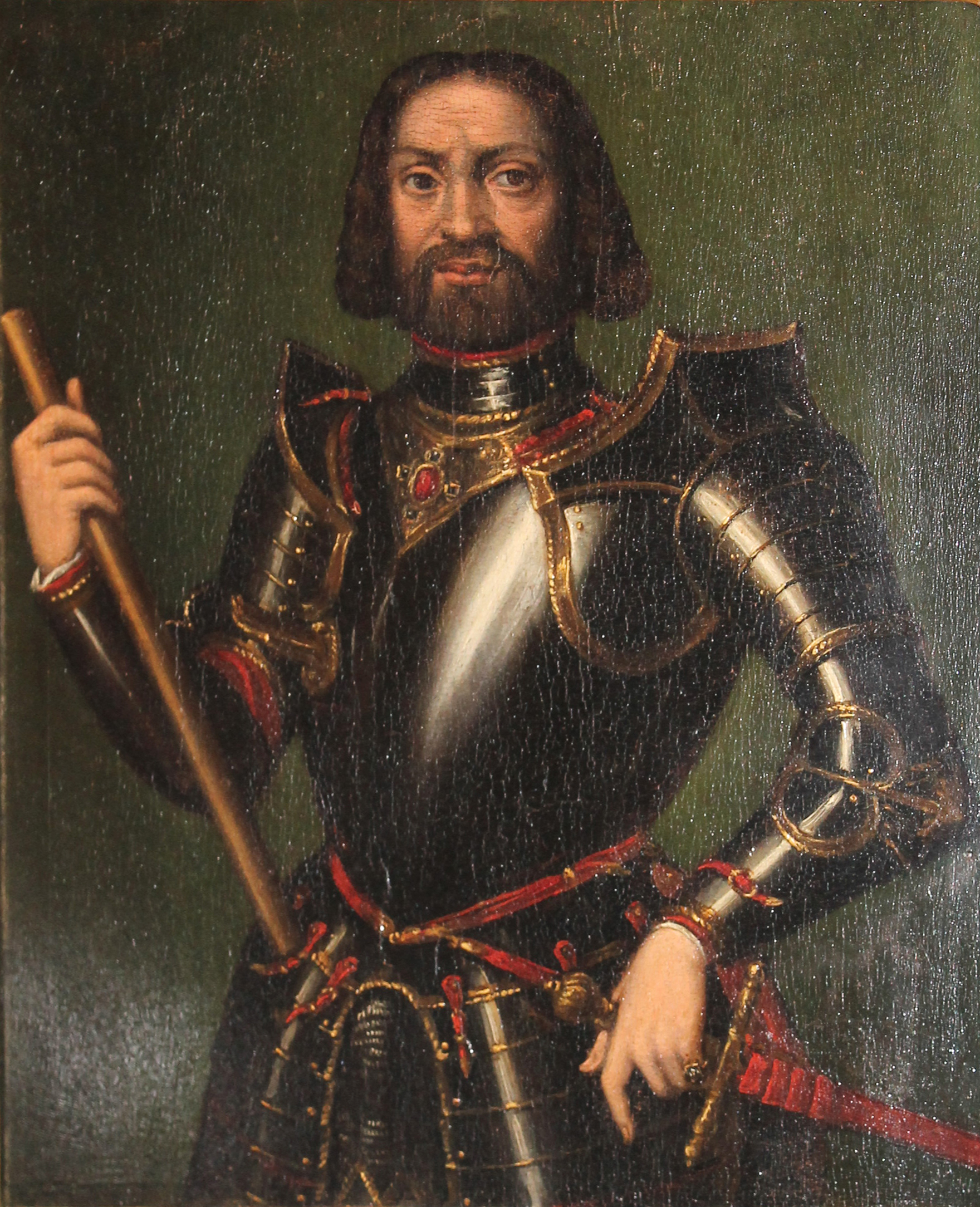
Фермо Гізоні да Караваджо. «Франческо II Гонзага», середина 16 ст.
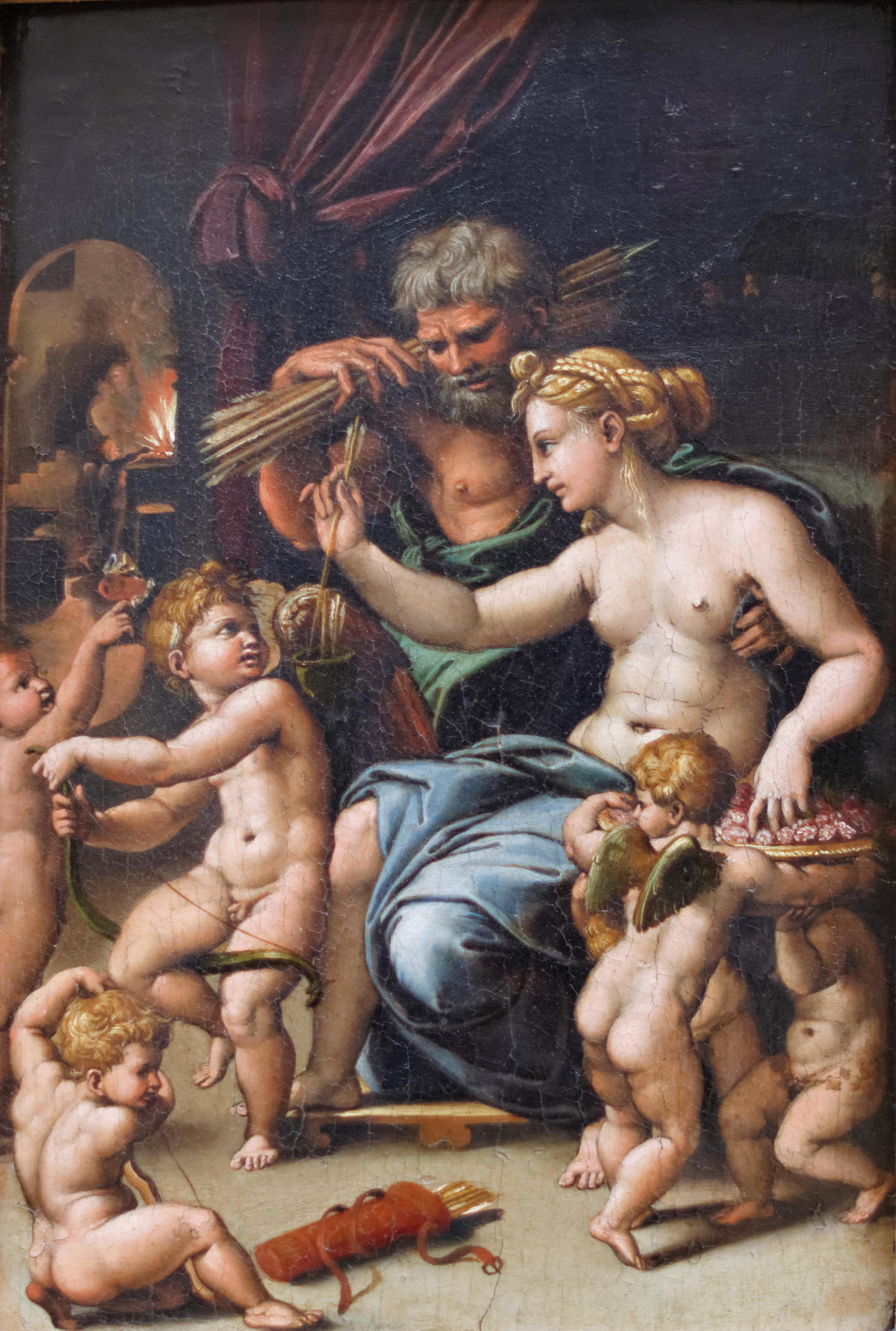
Джуліо Романо. «Венера, Вулкан і путті»
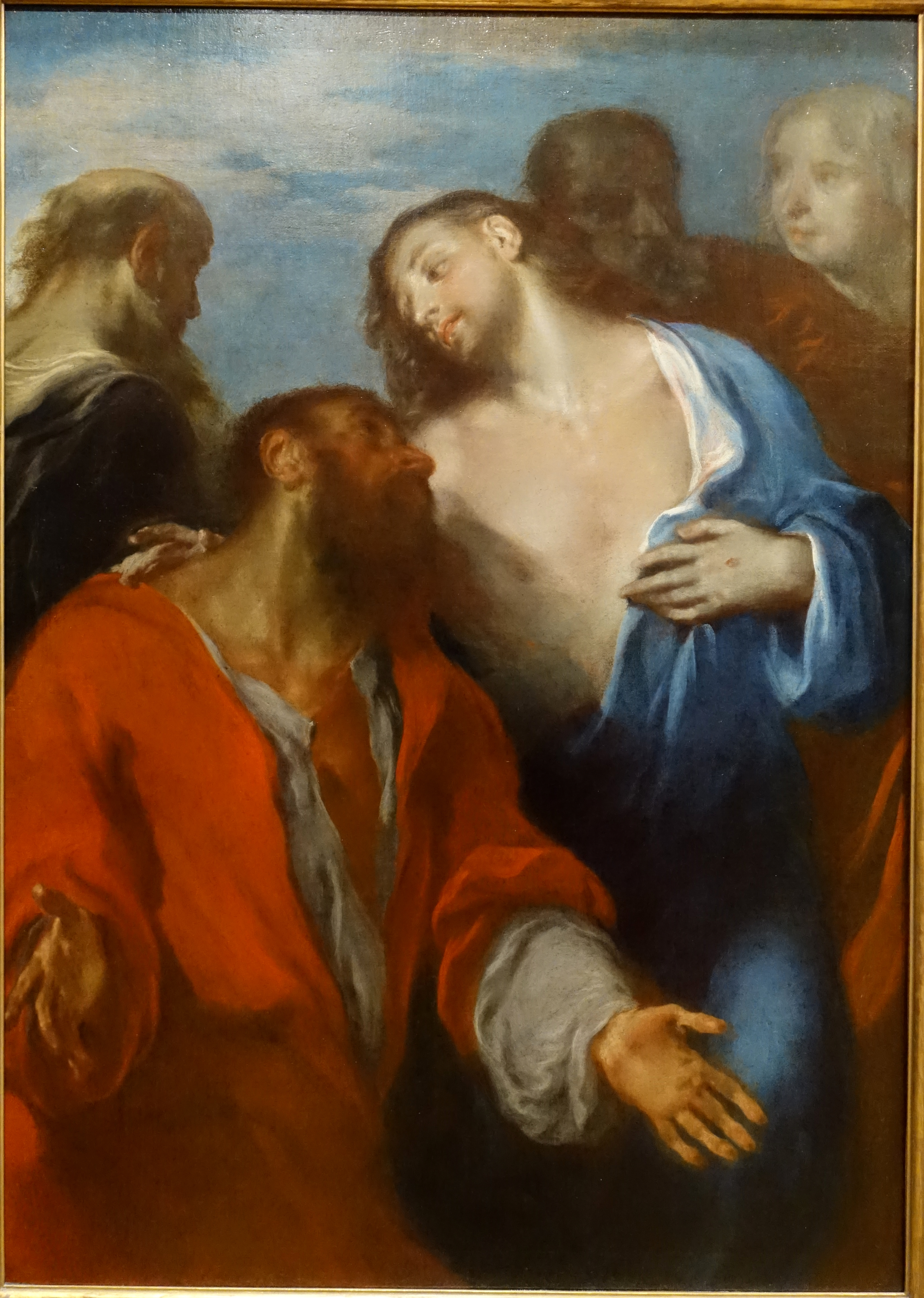
Джузеппе Баццані. «Переконання апостола Фоми», Художній музей університета Аризони, США